# NiL
NiL（ニル）は、日本の5人組女性アイドルグループ。
グループ名の由来は、レッド・ホット・チリ・ペッパーズの楽曲である「NEVER IS A LONG TIME」の頭文字から
。少年カミカゼの和教から楽曲提供を受けている。

## 概要
関西発のハイブリッドロックアイドルグループとして、ミスエミリを中心に結成
。
2022年5月22日に心斎橋VARONにてデビューライブが行われた
。

## メンバー

### 現在のメンバー
| 名前         | 担当色 | 活動開始日     | 備考 |
| ------------ | ------ | -------------- | ---- |
| ミスエミリ   |        | 結成時         |      |
| かぐらむく   |        | 結成時         |      |
| ししばりあ   |        | 結成時         |      |
| いわおえりか |        | 結成時         |      |
| 望まひろ     |        | 2024年12月27日 |      |

### 過去のメンバー
- ネソラソラネ - 2022年7月31日脱退[5]

## 出演

### ラジオ
- 神井花音のさくらSounds（2022年5月22日、さくらFM）[注釈 1]
- 昭和通音楽喫茶（2022年5月18日、FMあまがさき@FMaiai）[注釈 2]